# Раздол
Ра́здол (болг. Раздол) — село в Благоєвградській області Болгарії. Входить до складу громади Струмяни.

## Населення
За даними перепису населення 2011 року у селі проживали 226 осіб.
Національний склад населення села:
| Національність   | Кількість осіб | Відсоток |
| ---------------- | -------------- | -------- |
| болгари          | 153            | 94,4%    |
| цигани           | 4              | 2,5%     |
| Всього відповіли | 162            |          |

Розподіл населення за віком у 2011 році:
Динаміка населення: